# Новая Уфа (Кемеровская область)
Новая Уфа — упразднённый посёлок в Мариинском районе Кемеровской области. На момент упразднения входил в состав Малопесчанского сельсовета. Исключен из учётных данных в 1986 году.

## География
Располагался на левом берегу реки Песчанка, на расстоянии примерно 3,5 км по прямой к юго-западу от села Колеул.

## История
Основан в 1923 году. По данным на 1926 году деревня Новая Уфа состояла из 56 хозяйств. В административном отношении входила в состав Укольского сельсовета Мало-Песчанского района Томского округа Сибирского края.
В 1930 году в связи с ликвидацией Мало-Песчанского района передана в состав Мариинского. В 1952—1958 годах в составе Туйлинского сельсовета. В 1960 году включен в состав Мало-Песчанского сельсовета.

## Население
| 1970 | 1979 |
| ---- | ---- |
| 75   | ↘15  |

По переписи 1926 г. в деревне проживало 309 человек (169 мужчин и 140 женщин), основное население — татары.